# Route 224 (Québec)
Pour les articles homonymes, voir Route 224.
La route 224 (R-224) est une route régionale québécoise d'orientation est / ouest située sur la rive sud du fleuve Saint-Laurent. Elle dessert les régions de la Montérégie et du Centre-du-Québec.

## Tracé
La route 224 débute à Saint-Hyacinthe sur la route 137 alors que son extrémité est se trouve à Saint-Bonaventure, sur la route 143. Sur son parcours, elle traverse plusieurs villages agricoles situés entre Saint-Hyacinthe et Drummondville.

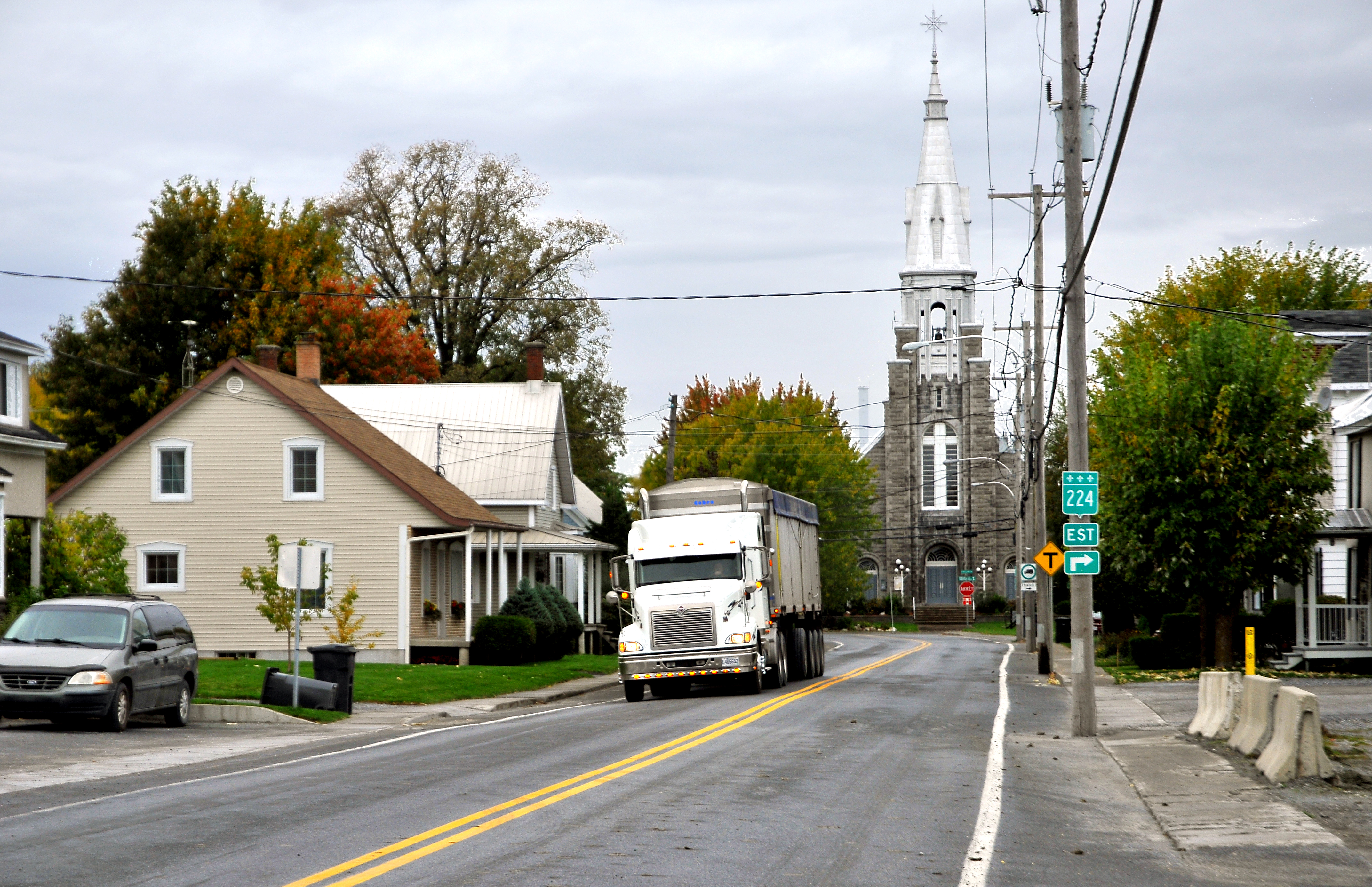
Le rang Saint-Édouard (ou route 224) à Saint-Simon.
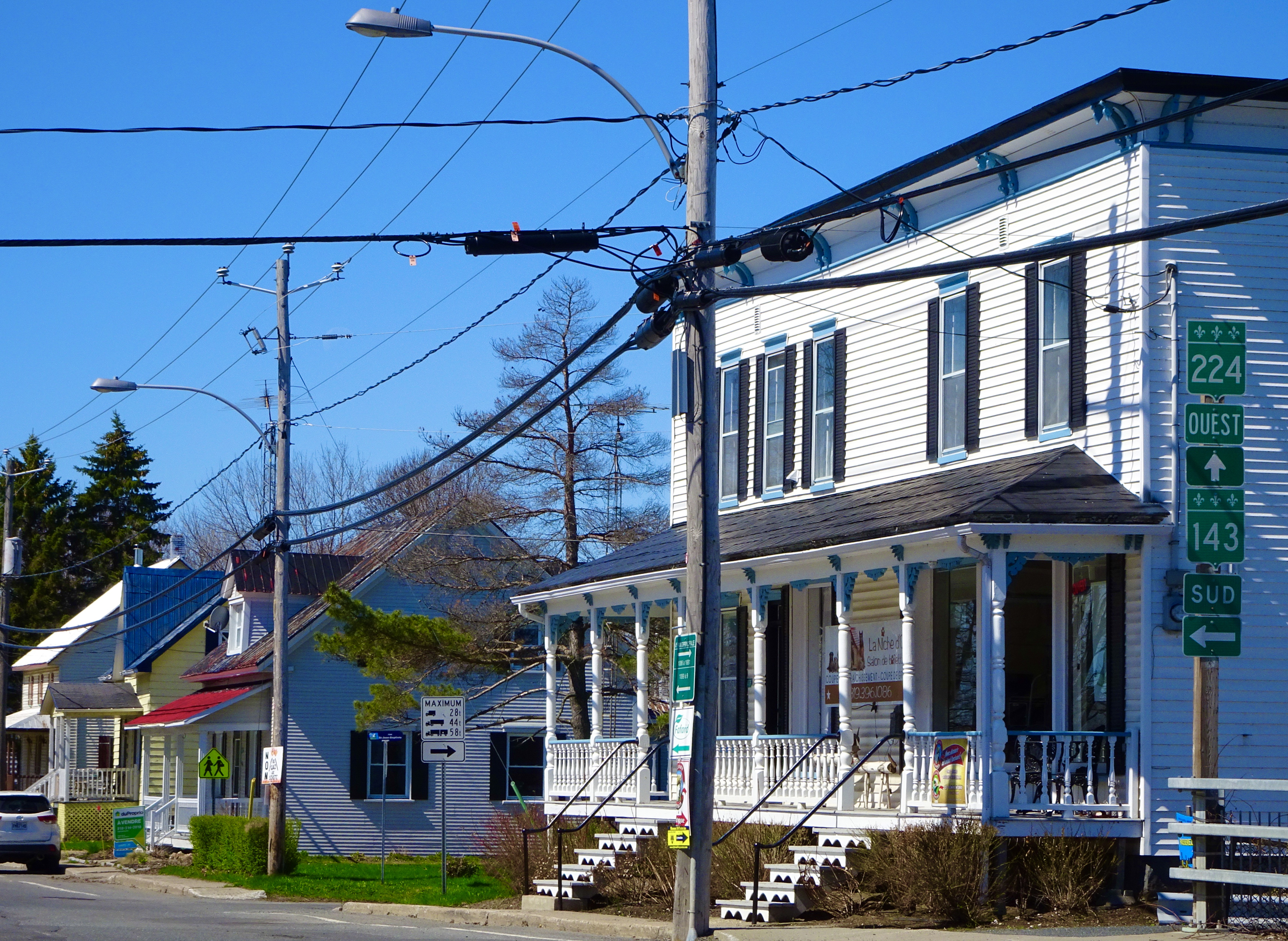
L'extrémité est de la route 224 à Saint-Bonaventure.

## Localités traversées (d'ouest en est)
Liste des municipalités dont le territoire est traversé par la route 224, regroupées par municipalité régionale de comté.

### Montérégie
Les Maskoutains
- Saint-Hyacinthe
- Saint-Simon
- Saint-Hugues
- Saint-Marcel-de-Richelieu

### Centre-du-Québec
Drummond
- Saint-Guillaume
- Saint-Bonaventure

## Intersections majeures
| MRC                     | Municipalité              | km    | Destinations                                                     | Notes                                                                                     |
| ----------------------- | ------------------------- | ----- | ---------------------------------------------------------------- | ----------------------------------------------------------------------------------------- |
| Les Maskoutains         | Saint-Hyacinthe           | 0,00  | R-137 – Saint-Dominique, Granby, Saint-Hyacinthe (Centre-ville)  |                                                                                           |
| Les Maskoutains         | Saint-Hyacinthe           | 3,20  | R-116 – Saint-Hyacinthe (Centre-ville), Québec                   | Québec indiqué en direction est seulement                                                 |
| Les Maskoutains         | Saint-Hyacinthe           | 5,70  | A-20 – Montréal, Québec                                          | Sortie 138 de l'A-20                                                                      |
| Les Maskoutains         | Saint-Marcel-de-Richelieu | 30,00 | R-239 nord – Saint-Marcel-de-Richelieu, Sorel-Tracy              | Terminus ouest du multiplex avec la R-239; Sorel-Tracy indiqué en direction est seulement |
| Drummond                | Saint-Guillaume           | 37,90 | R-239 sud – Saint-Eugène                                         | Terminus est du multiplex avec la R-239                                                   |
| Drummond                | Saint-Guillaume           | 43,90 | R-122 est – Drummondville                                        | Terminus ouest du multiplex avec la R-122                                                 |
| Drummond                | Saint-Guillaume           | 44,00 | R-122 ouest – Sorel-Tracy, Yamaska                               | Terminus est du multiplex avec la R-122                                                   |
| Drummond                | Saint-Bonaventure         | 50,90 | R-143 – Saint-Pie-de-Guire, Saint-François-du-Lac, Drummondville |                                                                                           |
| - Terminus de multiplex |                           |       |                                                                  |                                                                                           |